# Lila Lee
Lila Lee, nome d'arte di Augusta Wilhelmena Fredericka Appel (Union Hill, 25 luglio 1901 – Saranac Lake, 13 novembre 1973), è stata un'attrice statunitense, celebre all'epoca del muto.

## Giovinezza
Nacque in una famiglia borghese di immigrati tedeschi, che si trasferì a New York quando Lila era ancora molto giovane. Per trovare un passatempo alla figlia, gli Appel spinsero Lila ad unirsi agli spettacoli di rivista per bambini organizzati da Gus Edwards, dove le venne dato il soprannome di Cuddles, che le rimase attaccato per il resto della sua carriera di attrice. Le sue interpretazioni sul palcoscenico diventarono così popolari presso il pubblico che i genitori dovettero ritirarla dalla scuola e farla studiare con insegnanti privati. Edwards sarebbe in seguito diventato il suo manager storico.

## La carriera
Nel 1918 le venne offerto un contratto cinematografico dall'importante produttore Jesse Lasky della Famous Players-Lasky Corporation, che in seguito divenne la Paramount Pictures. Già il suo primo film, The Cruise of the Make-Believes, garantì alla diciassettenne stellina l'apprezzamento del pubblico e Lasky decise ben presto di lanciarla con una sostenuta campagna pubblicitaria. La critica la lodò per i suoi personaggi di ragazza pulita in cui la gente poteva facilmente identificarsi. La carriera della Lee si sviluppò quindi in fretta e spesso si trovò a recitare al fianco di divi affermati come Conrad Nagel, Gloria Swanson, Wallace Reid, Roscoe 'Fatty' Arbuckle e Rodolfo Valentino.
Nel 1922 interpretò il ruolo di Carmen nel celeberrimo Sangue e arena, al fianco di Rodolfo Valentino e Nita Naldi, e subito dopo venne scelta tra le vincitrici della prima edizione del concorso WAMPAS Baby Stars. Lila Lee continuò a essere molto popolare per tutti gli anni venti collezionando interpretazioni in pellicole che ottennero grande successo sia di critica che di pubblico.
Quando i ruggenti anni '20 si conclusero, la sua popolarità iniziò a scemare e la Lee iniziò a prepararsi per il passaggio al cinema parlato. Fu una delle poche dive del muto la cui fama non sparì all'improvviso con l'avvento del sonoro. Tornò a lavorare per i principali studios e comparve, tra l'altro, nell'unico film sonoro di Lon Chaney, The Unholy Tree (1930). Tuttavia una serie di scelte professionali sbagliate, i ricorrenti attacchi di tubercolosi di cui soffriva e i suoi problemi di alcolismo, finirono per ostacolare i suoi progetti e Lila Lee finì per essere scritturata per lo più per pellicole di serie B.
Negli anni quaranta recitò in diversi allestimenti teatrali, mentre negli anni cinquanta prese parte ad alcune delle prime soap opera televisive.

## Vita privata
Lila Lee si sposò e divorziò tre volte. Il suo primo marito fu l'attore e regista James Kirkwood, che sposò nel 1923. Il matrimonio finì nell'agosto 1931 con la sua fuga. La Lee e Kirkwood nel 1924 avevano avuto un figlio, James Kirkwood Jr., la cui custodia venne affidata al padre: in seguito il ragazzo diventò uno stimato commediografo e sceneggiatore e scrisse lavori come A Chorus Line e P.S. Your Cat Is Dead!. Il secondo marito fu il broker Jack R. Peine (sposato nel 1934 e lasciato nel 1935) mentre il terzo l'altro broker John E. Murphy (sposato nel 1944 e lasciato nel 1949).
Lila Lee morì colpita da un ictus nel 1973.

## Riconoscimenti
- WAMPAS Baby Stars (1922)
- Hollywood Walk of Fame (Star of Motion Pictures; 1716 Vine Street; February 8, 1960)
- Young Hollywood Hall of Fame (1908-1919)

## Filmografia parziale

### Cinema
- The Ne'er-Do-Well, regia di Alfred E. Green (1911)
- The Cruise of the Make-Believes, regia di George Melford (1918)
- Such a Little Pirate, regia di George Melford (1918)
- Jane Goes A' Wooing, regia di George Melford (1919)
- The Secret Garden, regia di Gustav von Seyffertitz (1919)
- Puppy Love, regia di Roy William Neill (1919)
- Rustling a Bride, regia di Irvin Willat (1919)
- A Daughter of the Wolf, regia di Irvin Willat (1919)
- Rose o' the River, regia di Robert Thornby (1919)
- The Heart of Youth, regia di Robert G. Vignola (1919)
- The Lottery Man, regia di James Cruze (1919)
- Hawthorne of the U.S.A., regia di James Cruze (1919)
- Maschio e femmina (Male and Female), regia di Cecil B. De Mille (1919)
- L'isola del terrore (Terror Island), regia di James Cruze (1920)
- The Prince Chap, regia di William C. de Mille (1920)
- The Soul of Youth, regia di William Desmond Taylor (1920)
- Midsummer Madness, regia di William C. de Mille (1920)
- The Charm School, regia di James Cruze (1921)
- The Easy Road
- The Dollar-a-Year Man, regia di James Cruze (1921)
- Fatty petroliere (Gasoline Gus), regia di James Cruze (1921)
- Crazy to Marry, regia di James Cruze (1921)
- A lumi spenti (After the Show), regia di William C. de Mille (1921)
- Rent Free, regia di Howard Higgin (1922)
- One Glorious Day, regia di James Cruze (1922)
- Is Matrimony a Failure?, regia di James Cruze (1922)
- The Fast Freight, regia di James Cruze (1922)
- The Dictator, regia di James Cruze (1922)
- Sangue e arena (Blood and Sand), regia di Fred Niblo (1922)
- The Ghost Breaker, regia di Alfred E. Green (1922)
- Ebb Tide, regia di George Melford (1922)
- Back Home and Broke, regia di Alfred E. Green (1922)
- Homeward Bound, regia di Ralph Ince (1923)
- Hollywood, regia di James Cruze (1923)
- Woman-Proof, regia di Alfred E. Green (1923)
- Love's Whirlpool, regia di Bruce M. Mitchell (1924)
- Wandering Husbands, regia di William Beaudine (1924)
- Another Man's Wife, regia di Bruce Mitchell (1924)
- The Midnight Girl, regia di Wilfred Noy (1925)
- Coming Through, regia di A. Edward Sutherland (1925)
- Old Home Week, regia di Victor Heerman (1925)
- Broken Hearts, regia di Maurice Schwartz (1926)
- The New Klondike, regia di Lewis Milestone (1926)
- One Increasing Purpose, regia di Harry Beaumont (1927)
- Million Dollar Mystery, regia di Charles J. Hunt (1927)
- Top Sergeant Mulligan, regia di James P. Hogan (1928)
- You Can't Beat the Law, regia di Charles J. Hunt (1928)
- The Man in Hobbles, regia di George Archainbaud (1928)
- A Bit of Heaven, regia di Cliff Wheeler (1928)
- United States Smith, regia di Joseph Henabery (1928)
- Thundergod, regia di Charles J. Hunt (1928)
- The Adorable Cheat, regia di Burton L. King (1928)
- Viaggio di nozze (Just Married) regia di Frank R. Strayer (1928)
- Black Butterflies, regia di James W. Horne (1928)
- The Little Wild Girl, regia di Frank S. Mattison (1928)
- The Black Pearl, regia di Scott Pembroke (1928)
- Queen of the Night Clubs, regia di Bryan Foy (1929)
- Honky Tonk, regia di Lloyd Bacon (1929)
- Il principe amante (Drag), regia di Frank Lloyd (1929)
- I contrabbandieri di New York (Dark Streets), regia di Frank Lloyd (1929)
- The Argyle Case, regia di Howard Bretherton (1929)
- Diavoli volanti (Flight), regia di Frank Capra (1929)
- Love, Live and Laugh, regia di William K. Howard (1929)
- Rivista delle nazioni (The Show of Shows), regia di John G. Adolfi (1929)
- The Sacred Flame, regia di Archie Mayo (1929)
- Second Wife, regia di Russell Mack (1930)
- Murder Will Out, regia di Clarence G. Badger (1930)
- Those Who Dance, regia di William Beaudine (1930)
- I lupi di Chicago (Double Cross Roads), regia di George E. Middleton (1930)
- The Unholy Three, regia di Jack Conway (1930)
- The Gorilla, regia di Bryan Foy (1930)
- Woman Hungry, regia di Clarence G. Badger (1931)
- Misbehaving Ladies, regia di William Beaudine (1931)
- Unholy Love, regia di Albert Ray (1932)
- Notte di fuoco, regia di Edward L. Cahn (1932)
- Tempeste sull'Asia (War Correspondent), regia di Paul Sloane (1932)
- Exposure, regia di Norman Houston (1932)
- The Night of June 13
- False Faces
- Officer Thirteen, regia di George Melford (1932)
- Face in the Sky
- Il padrone della ferriera, regia di Chester M. Franklin (1933)
- The Intruder, regia di Albert Ray (1933)
- Lone Cowboy, regia di Paul Sloane (1933)
- Vortice (Whirlpool), regia di Roy William Neill (1934)
- Il trionfo della vita (Stand Up and Cheer!), regia di Hamilton MacFadden (1934)
- In Love with Life, regia di Frank R. Strayer (1934)
- I Can't Escape, regia di Otto Brower (1934)
- The Marriage Bargain, regia di Albert Ray (1935)
- Espiazione (The People's Enemy), regia di Crane Wilbur (1935)
- Champagne for Breakfast
- Il fantino di Kent (The Ex-Mrs. Bradford), regia di Stephen Roberts (1936)
- Country Gentlemen
- Two Wise Maids
- Nation Aflame, regia di Victor Halperin (1937)
- The Emperor's New Clothes
- Cottonpickin' Chickenpickers, regia di Larry Jackson (1967)

### Televisione
- Panico (Panic!) – serie TV, episodio 1x17 (1957)